# Simons Center for Geometry and Physics
Pour les articles homonymes, voir Simons.
Le Centre Simons pour la géométrie et la physique est un centre consacré à la physique et aux mathématiques théoriques à l'université d'État de New York à Stony Brook. 

## Contexte
En 1982, le mathématicien et trader James Simons fonde le fonds d'investissement privé Renaissance Technologies Corporation basé à New York gérant plus de 15 milliards de dollars en 2009 ; il est à la tête de l'un des hedge funds les plus profitables du monde, avec un revenu estimé à 1,7 milliard de dollars en 2006, 2,8 milliards de dollars en 2007 et 2,5 milliards de dollars en 2008. 
Cette réussite lui permet de financer la création du Centre en annonçant en février 2008 une donation totalisant 60 millions de dollars (dont 25 millions donnés deux ans plus tôt) aux départements de mathématiques et de physique. Durant son discours, Simons a déclaré que « Depuis Archimède à Newton ou Einstein, la majeure partie des plus profonds travaux en physique ont été profondément entrelacés avec le côté géométrique des mathématiques. Depuis lors, en particulier avec l'avènement de domaines tels que la théorie quantique des champs et la théorie des cordes, les développements en géométrie et en physique sont devenus encore plus interconnectés. Le nouveau Centre donnera à de nombreux mathématiciens et physiciens parmi les meilleurs au monde l'opportunité de travailler et d'interagir dans un environnement et une architecture soigneusement dessinée pour favoriser le progrès. Nous croyons qu'il y a une chance pour que le travail accompli au Centre puisse significativement changer et approfondir notre compréhension de l'univers physique et sa structure mathématique fondamentale. ».

## Activités
Le centre se focalise sur la physique mathématique et l'interface de la géométrie et de la physique. Il a été fondé en 2007 grâce à un don de la  Fondation James et Marilyn Simons. Le directeur actuel du Centre est le physicien Luis Álvarez-Gaumé.
Le Centre accueille de façon permanente actuellement les mathématiciens Simon Donaldson et Kenji Fukaya, et les physiciens Nikita Nekrasov et Zohar Komargodski. Le Centre comprend également environ dix professeurs assistants de recherche et vingt chercheurs invités à tout moment.

## Bâtiments
Le bâtiment du Centre Simons est achevé en septembre 2010. Le bâtiment est adjacent aux départements de physique et de mathématiques pour permettre une étroite collaboration avec le département de mathématiques et l'Institut C. N. Yang de Physique Théorique. Le bâtiment offre 3 700 mètres carrés de surface, répartis sur six étages, et comprend un auditorium de 236 places et une salle de conférence de 90 places, des bureaux, des salles de conférence et un café. Le bâtiment est certifié LEED Gold,.